# Palliduphantes khobarum
Palliduphantes khobarum là một loài nhện trong họ Linyphiidae.
Loài này thuộc chi Palliduphantes. Palliduphantes khobarum được miêu tả năm 1947 bởi Charitonov.